# Schizolobium parahyba
Schizolobium parahyba là một loài thực vật có hoa trong họ Đậu. Loài này được (Vell.) S.F.Blake miêu tả khoa học đầu tiên.

## Hình ảnh

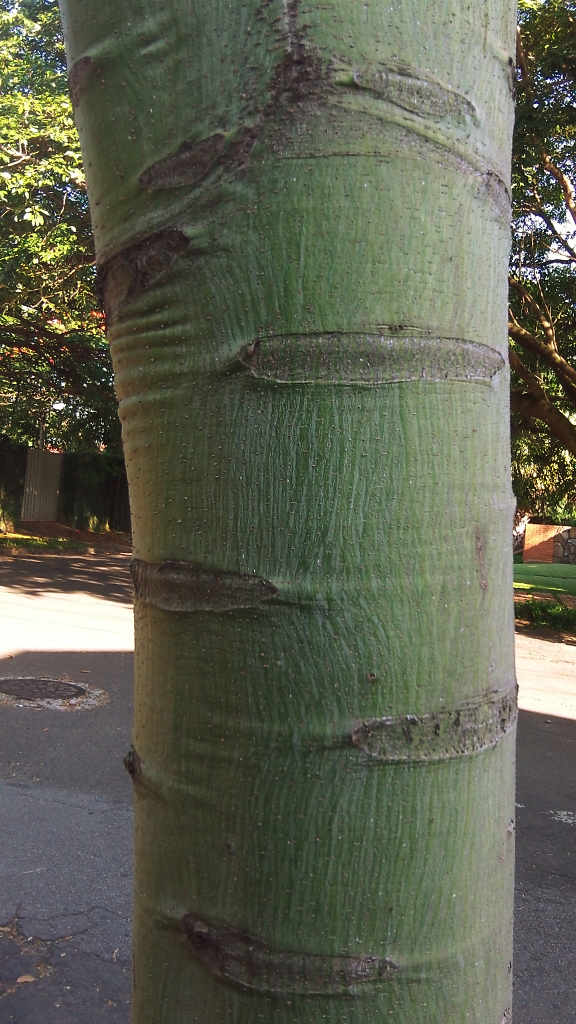
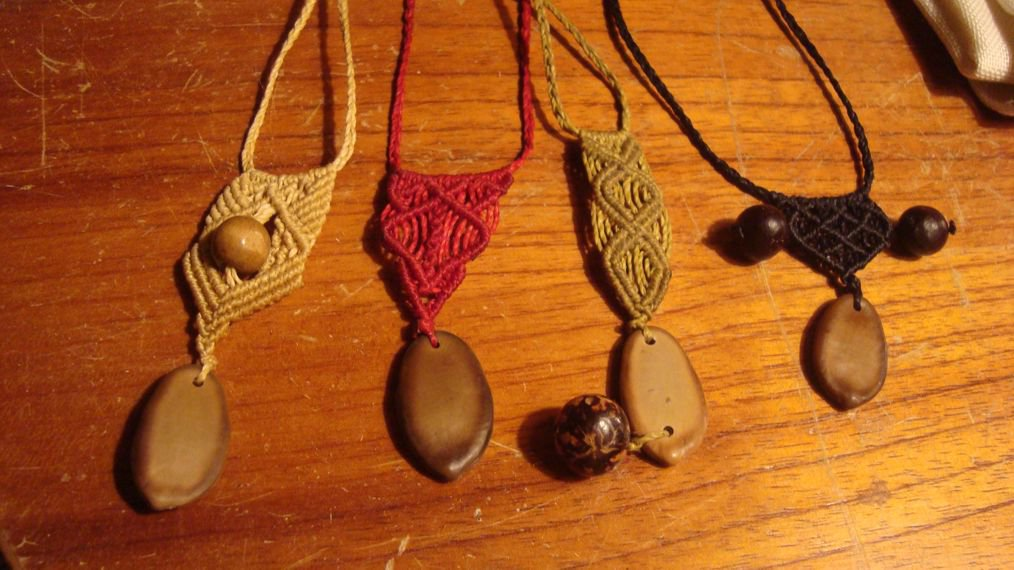
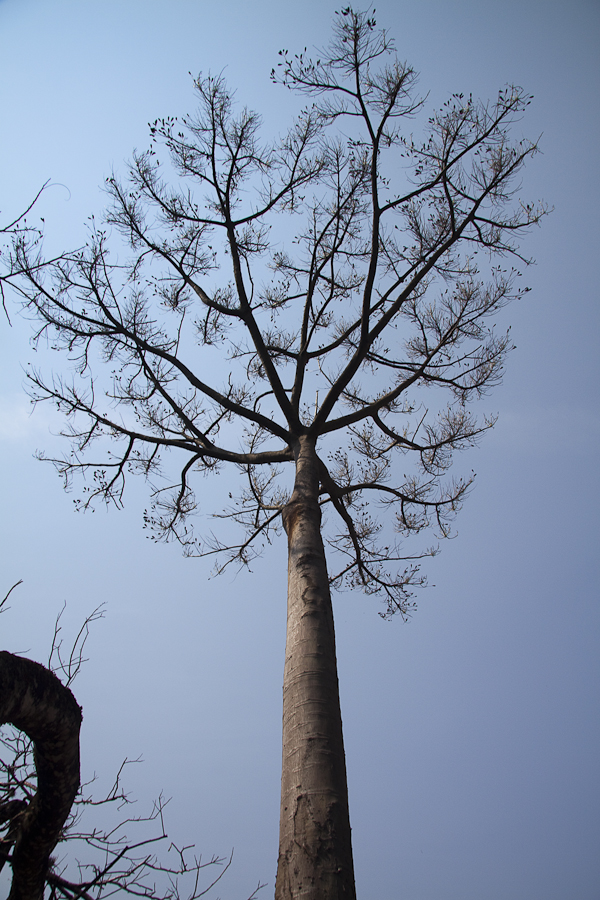
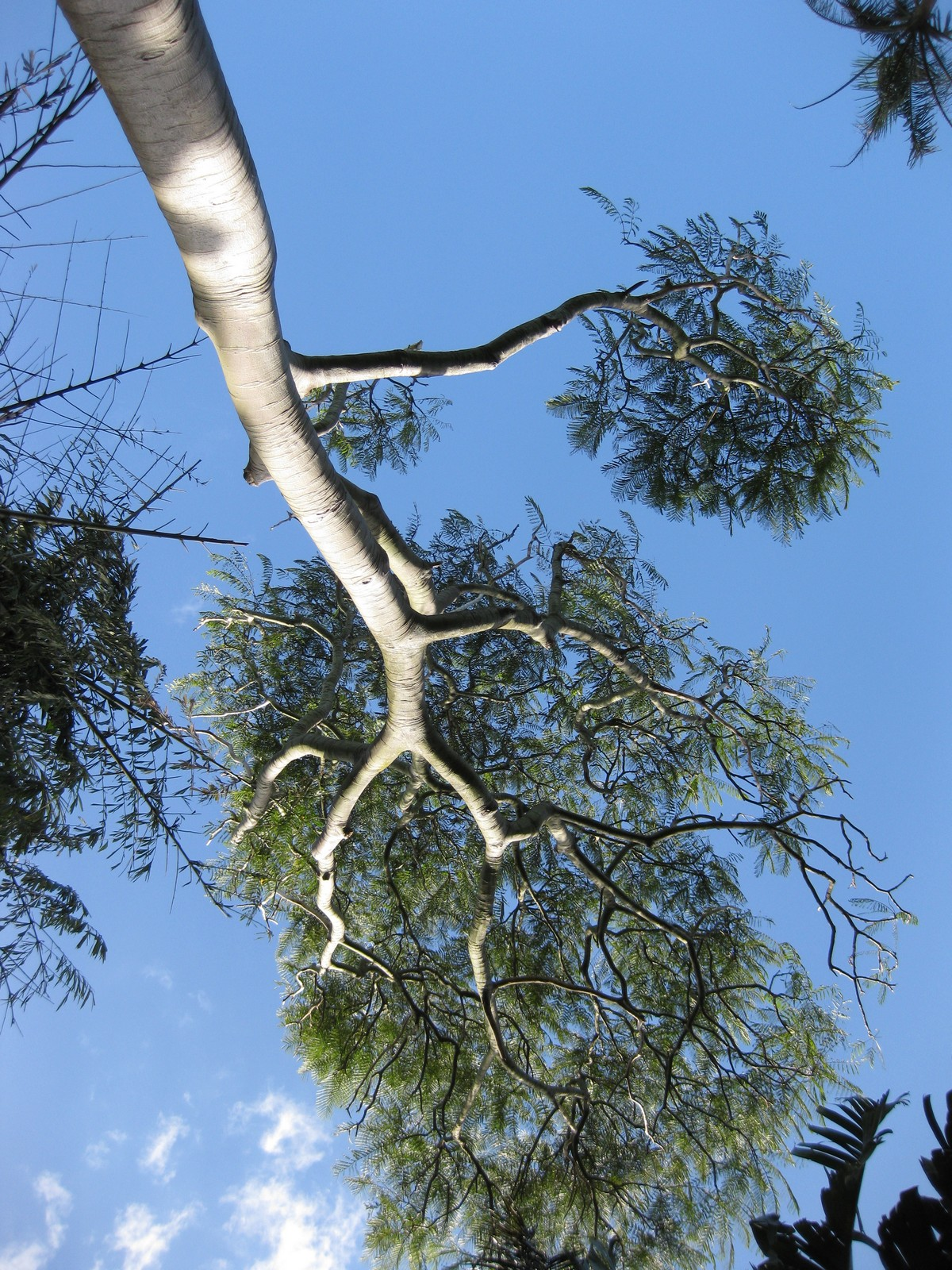